# Линдберг, Гунилла
Линдберг, Гунилла (швед. Gunilla Lindberg; род. 6 мая 1947, Уппландс Весбю) — шведский и международный спортивный деятель, член Международного олимпийского комитета (сокр. МОК, фр. Comité international olympique, англ. International Olympic Committee, с 1996 года).

## Карьера
С 1969 года Гунилла Линдберг занимала различные позиции в Олимпийском комитете Швеции (сокр. SOK, швед. Sveriges Olympiska Kommitté), входила в состав делегаций этой страны на нескольких Олимпийских играх (сокр. ОИ) этого периода, в 1989 была назначена генеральным секретарем комитета. В период с 1976 по 1978 была членом Федерации бобслея и санного спорта Швеции.
Далее деятельность Линдберг вышла за пределы Швеции, в 1993 году она заняла пост в ассоциации Европейских олимпийских комитетов (сокр. EOC, англ. European Olympic Committees), а в 1996 году стала членом МОК. С этого момента Гунилла Линдберг — постоянный член комиссий и рабочих групп, обеспечивающий координацию подготовки и проведения ОИ и в целом деятельность МОК: «Женщины и спорт», «Олимпийская солидарность», оценочные комиссии кандидатов на проведение ОИ и т. д. С 2004 по 2008 год занимала пост вице-президента МОК. Также с 2004 года занимает пост генерального секретаря Ассоциации национальных олимпийских комитетов (сокр. ANOC, англ. The Association of National Olympic Committees).

### Курьёзы
По воспоминаниям Дункана Макэя, редактора insidethegames.biz, Гунилла Линдберг во главе оценочной комиссии «Пхёнчхан 2018», посетившей Корею, была окружена, возможно, чрезмерным вниманием. Так инспекция арены для кёрлинга прошла под аккомпанемент хора из 2018 местных жителей, исполнивших знаменитую композицию шведской группы ABBA «I Have a Dream».

## Stockholm Åre 2026
Провести Игры – моя собственная мечтаГунилла Линдберг
В январе 2019 года Швеция подала заявку на проведение зимних Олимпийских игр 2026 года, в которую была включена столица страны Стокгольм, города Оре и Фалун, а также латвийский город Сигулда. Соперником Швеции является совместная заявка итальянских городов Милан и Кортина-д’Ампеццо, место проведения Игр будет определено на сессии МОК в июне 2019 года. Гунилла Линдберг считается одним из ярых сторонников проведения ОИ 2026 в Швеции, в то время как шведские политики сдержаны в выражении поддержки проекта. Линдберг указывает, что Швеция у многих ассоциируется с зимним спортом, страна имеет огромный опыт проведения международных соревнований и подготовленную инфраструктуру, но более того, Швеция искренне предана олимпийским идеалам, что в комбинации с высокими организаторскими способностями может создать новую эффективную модель подготовки и проведения Олимпийских игр.